# Ясинецька сільська рада
Ясинецька сільська рада (у 1940-ві роки — Ясенецька) — сільська рада, що існувала протягом 1940-1941 та 1944-1959? років[джерело?] у складі Дубровицького району Рівненської області УРСР, адміністративним центром якої було село Ясинець.
Ясинецькій сільській раді підпорядковувалося село Ясинець, хутори Рівчаки та Садівне. Сільська рада припинила існувати у період до 1973 року, село Ясинець було передано в підпорядкування Селецькій сільській раді.

## Голови
- 1941—1944 — під час німецької окупації головою був Рабешко.
- 1946—1959 — останнім сільським головою був Шафранський Ніким Климович.